# Kasereck
Kasereck är ett berg i Österrike.   Det ligger i distriktet Tamsweg och förbundslandet Salzburg, i den centrala delen av landet, 220 km sydväst om huvudstaden Wien. Toppen på Kasereck är 2 207 meter över havet.
Terrängen runt Kasereck är bergig åt nordväst, men åt sydost är den kuperad. Närmaste större samhälle är Tamsweg, 12,2 km söder om Kasereck. 
I omgivningarna runt Kasereck växer i huvudsak blandskog. Runt Kasereck är det glesbefolkat, med 20 invånare per kvadratkilometer.